# Delphinium sheilae
Delphinium sheilae là một loài thực vật có hoa trong họ Mao lương. Loài này được Kit Tan mô tả khoa học đầu tiên năm 1984.